# Dimension W
『Dimension W』（ディメンション ダブリュー）は、岩原裕二による日本の漫画。『ヤングガンガン』（スクウェア・エニックス）にて2011年19号から2015年23号まで連載された後、『月刊ビッグガンガン』（同社刊）に移籍して2016年Vol.01から2019年Vol.07まで連載された。

## あらすじ
西暦2072年、人類はX・Y・Zに続く第四の次元軸「W」に存在する無尽蔵のエネルギーを取り出すことに成功した。それを個人携帯用の次元間電磁誘導装置「コイル」に供給する「世界システム」を完成させたことによりエネルギー問題を解決し、世の中のほとんどを「コイル」で賄う世界を築いていた。
だが、無尽蔵のエネルギーをもってしても埋まらなかった貧困格差は、正規ルートを通さない「不正コイル」による数々の犯罪や、「正規コイル」に存在する制限が存在しない「不正コイル」を扱う犯罪者たちをも産み出し、それら犯罪者から「不正コイル」を破壊し回収を生業とする「回収屋」と呼ばれる者たちが存在するようになった。
これは、未来都市セントラル47を舞台にした「回収屋」キョーマと、その相棒の女性型アンドロイドのミラの物語。

## 登場人物

### 主要人物
マブチ・キョーマ
声 - 小野大輔
本作の主人公。不正コイルを回収し、時に不正コイル犯罪者に挑む「回収屋」。本人は回収最優先、報酬最優先の冷血漢を装っているが、実はかなりの義侠心を持つ熱血漢で、女子供には甘い。愛車はトヨタ・2000GTで、足廻りなどを改造している。長身であり17歳の時の身長は191cm。
昔コイルによる事故で、恋人である四阿屋雅を失い、日常レベルでコイルが普及している時代に、コイルを用いた品を毛嫌いして、マリーに無理矢理持たされた携帯電話以外は一切使わない。
物品を「投げる」ことに関しては超人的な腕前を持ち、主に鉄串とワイヤー、体術だけで戦う。その腕を見込まれてかつて存在した最強の精鋭部隊「グレンデル」にスカウトされた経歴を持つ。「グレンデル」が壊滅した最後の任務を通して、コイルと世界システムに世間には知られていない危険な闇の側面があることを知り、その真実を知るために回収屋をしている。「グレンデル」では「狼」の異名を持っていた。
表の顔は時代遅れ、しかも完全手動制御のガソリン車のレストア業者。
百合崎 ミラ（ゆりざき ミラ）
声 - 上田麗奈
キョーマの相棒の女性型アンドロイド。世界システムの開発者である百合崎士堂とその妻で医療用アンドロイドである「セイラ・スタイル」の開発者である百合崎セイラによって作られた。
コイルが破壊されると機能を一時停止して「仮死状態」になる。なお、全身に内蔵されたコイルのうち胸部のものが安全弁の役目を果たしており、そこが真っ先に壊れることで他のコイルの破損を極力抑えるらしく、最大の弱点ともなっている。キョーマと組んだ後は弱点をごまかすためもあり、ダミーのコイルを持たされている。
その完成度は外見と言動は生身の少女と見分けがつかないほどで、睡眠や小用まで行う。ただし、肉体能力と探知・解析能力は人間を超越しているうえ、首が胴体からちぎれても意識を保ったまま会話ができる。胴体には尻尾状のプラグがついており、可動させたりすることも可能。頭部の電子頭脳部分はかなり複雑。
また、尻尾を通じて頭脳とコイルを直結することで、きわめて危険な不正コイルを安定して処理できる。
博士の妻子が殺された際の記録である、犯人の「顔に大きな火傷痕がある男」の映像も保持したままだったが、マリー（後述）の命令で危険過ぎるとして消去を命じられている。
百合崎博士の遺言に従い、不正コイルを探ろうとキョーマの押しかけ助手になる。以前は不正コイルによって動いていたが、現在は正規のコイルによって動いている。アンドロイドとしては違法でないため、そのことでは追求の対象ではないが、博士の遺産の1つではあるので、正体がばれると立場が危うくなる。
キョーマからは「ロボット」、「ポンコツ」、「テメェ」としか呼ばれていなかったが、テレビアニメ版では最終話の最後に「ミラ」と呼んでもらえた。
百合崎 士堂（ゆりざき しどう）
声 - 土師孝也
世界システムの開発者にして、それを運用する巨大企業「ニューテスラエナジー」の創設者。
2年前に失踪したことになっていたが、実はニューテスラの実行部隊によって妻と娘を殺され、自らはミラと共にスラムに潜伏していた。人工心臓で命を永らえていたが、存在を悟られないように取り替えておいた不正コイルがそろそろ寿命ゆえに不安定となっており、周囲にエネルギー異常を起こしていた。そのため、存在がバレてしまったことで追い詰められ、保護を拒否して逃亡した後、発明していたであろう2重コイルを破壊して「周囲のコイルすべてを自壊させる」という超常現象を起こし、自らの肉体とそれらの研究成果を消滅させて果てた。それに先んじ、ミラには「私が死んだら、不正コイルを辿れ。そこにお前の生きていく道がある」という遺言を残している。
ミラの父親的存在でもあったが、ミラに人間らしさを「体で覚えさせる」ため、苦痛や恐怖を文字通り「体に叩きこむ」という、虐待まがいの「教育」まで行っていた。
イースター島編の最後で可能性の海から現れてハルカを看取った後、正規コイルが暴走したミラに2重コイルを装着させた。
アルベルト・シューマン
声 - 石田彰
ニューテスラの精鋭調査部隊「Qi」の調査主任の男性。出身はドイツ。「グレンデル」当時のキョーマの元戦友にして「長い得物」全般を扱う名手であり、棒術などを得意としている。長い近接武器を使用してならば、グレンデルで近接戦闘の総合1位であるキョーマを凌ぐ。特に長銃身の狙撃銃の達人。「グレンデル」では「山猫」の異名を持っていた。虚無に呑まれながらも奇跡的に生還したキョーマ以外では唯一のグレンデルの生き残りである。
一見好青年だが、キョーマからは「ヤなヤツ」と呼ばれるうえ、百合崎母娘殺害を「命令の履き違い」の一言で済ませている。いずれはキョーマをニューテスラ側に引き込もうと考えている。
愛車は作中での1年前に発売されたばかりのP9928スパイダー。
マリー
声 - 斉藤貴美子
スラム街の女フィクサー。キョーマの事実上の雇い主。｢セントラル47の魔女｣の異名を持つ。表向きはバーの経営者であり、裏では回収屋の仲介業社。
豊満な巨体と並外れた度胸の持ち主で、存在自体が危険なミラをニューテスラに突き出さない代わりにキョーマに面倒を見させている。アルベルトなどの監理局には誤魔化す理由として｢マリーがキョーマに預けているアンドロイド｣としている。
フォー
マリーの所有するアンドロイドでバーの用心棒を務める。ボディはセイラ・スタイル。搭載されているコイルは軍用のものであるが、コオロギによって不正コイルにも劣らない出力を出すことができる。
元々は中国の軍人である雀上将が所有していたが、｢雀上将本人と彼の持つ宝物を守れ｣という命令に従って、銅雀台という建物に近づく者を排除し続けて50名以上を殺害している。当時は不正コイルを積んでいたにも関わらず、回収屋として新人だったキョーマに倒され、マリーに報酬として渡されて今に至っている。その報酬の駄賃という形でキョーマの乗る2台目の車がキョーマに渡されている。
喋る機能はなく、亡き雀上将がその機能を取り払っている。
コオロギ
声 - 松岡禎丞
マリーの部下の少年。天才的な技術者兼ハッカー。口は悪いものの、腕は確かでありキョーマとは会うたびに憎まれ口を叩いている。出身はベトナム。
ミラが超高性能アンドロイドであることを解析で見抜いたうえ、ミラの首が胴体からちぎれたときには痕も残さずに直したばかりか、改良まで施した（主に「胸周り」）。
ルーザー / ジュリアン・タイラー
声 - 中村悠一
仮面の怪人兼美術品の窃盗犯。なぜか盗みに成功したことは1度もないが、不正コイルを使った通信ジャック、そしてそれを利用した進入・逃走の演出で有名。セントラル47総合美術館の目玉「白と黒の翼を持った天使像」を巡ってキョーマと争う。
実は不正コイルの事故によって顔と四肢といった体の大部分と愛する妻を失ったうえ、事故の存在自体をニューテスラに隠蔽されている。一連の行動は不正コイルの発生源を探るためのものであり、盗みに成功したことがないというのも誤りで、本来の目的は美術品の中のβコイルナンバーズであり美術品そのものではないため、コイルを抜き取った後は放置することから盗みが失敗したように見えていただけだった。また、キョーマの過去についても何か知っている模様。
その正体は「グレンデル」が壊滅した最後の任務の舞台であるイースター島にあった極秘研究所「アドラステア」の研究者にしてエネルギーシールドの発明者の「ジュリアン・タイラー」。
エリザベス・グリーンハウ＝スミス
声 - 鈴木絵理
金髪の少女。愛称は｢エリー｣。ルーザーの養女。変装が得意で不正コイルを使った通信ジャックでルーザーをバックアップしている。それだけでなく、コイルによる生命維持装置によって生き長らえているルーザーの体のメンテナンスも行っている。アニマロイドを自作でき、特にコウモリ型アニマロイドの群れを好んで使役する。イースター島でルーザーの妻であるソフィアを探すのにも協力しており、ルーザーを失ってからは単独で行動するようになった。
キョーマと同じくガソリンエンジン車を愛車にしているものの、初心者マークが貼られている。
かつてはシンジケートで訓練を受けていた才能のある子供たちの1人であり、当時の名前は｢ウーノ｣。地上の景色や生物に感銘を受けて地下での生活を捨てて逃亡した。

### 主要人物の関係者
四阿屋 雅（あずまや みやび）
声 - 奥谷楓
キョーマの妻。椿の妹。グレて親からも見離されていた高校時代のキョーマと出会って唯一の味方となり、やがて無二の恋人、そして妻となる。骨董品のカメラを大事にしている。キョーマが大学に入学したころから付き合い出している。
しかし、雅は全身の筋肉が徐々に衰えて死に至る不治の病に冒されてしまう。キョーマは「雅を救える唯一の望みは、百合崎セイラが研究している全身擬体化だけ」と知り、雅の手術を行う条件として士堂博士が組織した超人部隊グレンデルへ入隊する。だが、雅は手術中による事故により帰らぬ人となる。その後、雅の体として用意されていた義体はミラのボディとして利用された。
四阿屋 椿（あずまや つばき）
声 - 大原さやか
呉服屋『四阿屋』の女主人にしてキョーマの義理の姉。年齢はキョーマと同い年。キョーマがまとう鉄線入り法被は彼女のお手製。
一見温和で優しい美人だが、怒らせるとキョーマでさえ恐れるほど怖い。
水鳥川 みすず（みどりかわ みすず）
山海大学女学生。ホラー研究会会長（ただし、彼女一人しかいない）。ファンだった榊の不審死を受け、その謎を解くため、ネット仲間のエリザベスと共にホテル八十神までやって来た。魔女のコスプレ衣装で登場。
肩書きとは裏腹に社交的な性格で、ミラを一目で気に入り、友達になりたいと誘う。
百合崎 セイラ（ゆりざき セイラ）
声 - 本田貴子
士堂の妻。『セイラ・スタイル』の生みの親であり、雅の義体化手術を執刀した。エンジニアとしての研究内容は｢全身義体による人体との上位互換｣である。
後にドレイクによって殺害される。
百合崎 苺（ゆりざき いちご）
声 - 夏川椎菜
士堂とセイラの娘。ミラの名付け親。ミラと言う名前の由来は｢未来（みらい）｣の言葉の響きから決めている。
後にドレイクによって殺害される。
シオラ・スカイハート
声 - 久保ユリカ
仁の悪ガキ仲間の女の子。ミラと一番仲がいい。
実はクレアの孫娘。当然クレアの元にもスコア改変の話が、それも文部科学省職員が正式に持ちかけてきたが、クレアは一蹴。逆に文科省に正式に抗議し、「大臣の首くらいは差し出させるつもり」とのこと。
なお祖母とは異なり、関西弁でしゃべる。
仁（じん）、翔太（しょうた）、ハム / ハモンド
声 - 芳野由奈（翔太）、大地葉（ハム / ハモンド）
シオラの友達。ミラがアンドロイドだと知ったが黙っていることにしている。

### セントラル関係者
クレア・スカイハート
声 - 深見梨加
ニューテスラエナジー・セントラル47のCOO（最高執行責任者）。セントラル47の事実上の支配者で、その意向には日本政府も逆らえない。
一見上品な老婦人だが、百合崎母娘殺害を「誤解」の一言で済ませるなどかなり冷酷な一面を持っており、セントラル47と世界システムの安泰のためなら手段は選ばない。
サルバ＝エネ＝ティベスティ王子
声 - 鳥海浩輔 / 幼少期 - 小松未可子
中央アフリカの第一王子兼世界一のロボットメーカー『イスレロ』の社長兼セントラル60の最高執行責任者（COO）。その上ハリウッドスター並みの容姿に甘い顔立ちという世界的人気のセレブ。通称「アフリカの風」。
だが実際には甘さのかけらもない冷徹なエリートで、百合崎博士の「遺産」を手に入れるためなら戦争をも辞さない。そのための策の一環として、クレアたち他のセントラル幹部でさえ手を出さなかったイースター島（後述）調査を企て、世界中の腕利き回収屋を呼び集める。
しかし、サルバたちの乗る輸送機はイースター島の怪現象「虚無」と遭遇。全てのコイル動力を止め人間（ただし男性のみ）の意識を奪う「虚無」によって輸送機は海中に墜落、サルバは意識不明になってしまう。
ルワイ＝オーラ＝ティベスティ王子
声 - 山下大輝
サルバの弟。女の子と見間違うような可愛らしい美少年。初めて訪れた日本で憧れの「サムライ」らしき人物、すなわちキョーマと出会ってなつく。
しかし、やはりサルバ同様裏表がある人物で、実際にはマリーの力の象徴である用心棒アンドロイドフォーを一撃で破壊するほどの凄腕かつ怪力の持ち主。その一撃は、回収屋たちへの「挑戦状」となった。ただし、その力以外は普通の子供でしかなく、まだまだ未熟。
ラシティ
声 - 能登麻美子
踊り子のような衣装を身に纏う女性。サルバ王子の護衛。

### 回収屋
イーストリヴァー兄妹 / ハリソン・イーストリヴァー（ハリー）、デボラ・イーストリヴァー（デビー）
声 - 阪口大助（ハリソン）、久野美咲（デボラ）
兄の本名が「ハリソン・イーストリヴァー」で愛称「ハリー」。顔は金髪の前髪で目が隠れており、目付きが悪い。全身緑の作業服を着用している。シャベルで穴を掘り、武器にも活用している。妹の本名が「デボラ・イーストリヴァー」で愛称「デビー」。顔は金髪の美人で可愛い女の子。丸い突起のヘルメットを被り、巨大な白いモグラ型の手袋を所持し、その手袋で穴を掘り、武器にも活用している。巨大なモグラ型の白い手袋は、使用しない時は普段は背中に背負っている。子供の回収屋で兄妹揃って肥満体で食べるのが好きで穴掘りが得意。サルバが集結させた回収屋のパーティでも料理を嬉しそうに食べていた。サルバの「挑戦状」に応じて、イースター島に集結したが、回収屋達と逸れ、キョーマ達と同行した。デボラはキョーマをイケメンと見ており、キョーマがロボットを倒す活躍を見て惚れている。
ユーリー・アントノフ
声 - 間宮康弘
“セントラル3の壊し屋”。特注のガトリングガンを武器にする回収屋の男性。二度も戦争を生き抜いており、キョーマも知るほどの実力者。
ジェイソン・クライスラー
声 - 竹内良太
全米No1の回収屋・“ヒーロー”と呼ばれる回収屋。イースター島の作戦のため、ナンバーズの一番を渡され自身のコスチュームに装着している。
K・K（ケー・ケー）
声 - 津田健次郎
全米No2の回収屋・“ヒットマン”。丸いサングラスを掛けた男性。普段はイヤホンで音楽を聴いているが、それが聴けなくなると平静を失ってしまう。
スコーピオンキャッツ・キャシディー
声 - 藤井ゆきよ
「“メキシコの狂気”」という名を持つ女性。合わせて4つの人と獣の耳を持つ。
サンチョス
キャシディーとペアを組む男性。重火器を全身に装備している。
モリー
老人の回収屋。実は元イースター島の島民であり、帰郷の方法を探るために回収屋になった。その夢が叶い、念願の帰宅を果たす。

### シンジケート
ドレイク・ホートン
顔に十字の傷がある男性。シンジケートの頭領。百合崎セイラとその娘の暗殺を受けて実行した人物。その力量は「グレンデル」の生き残りであるキョーマとアルベルトですら凌駕するほどであり、殺気だけでキョーマが自分の首が切断されて飛ぶ錯覚を受けるほど。
ドゥーエ
女性。強化スーツを着てはいるが、生身の体ながらも才能と訓練によってルワイと同等の戦闘能力を持つ。
『ギフト』は「構造の弱点を見抜く」。
ヴェンティ
体に縫い目が多くある男性。シンジケートのエージェント。
ノーヴェ
顔に星形のタトゥーがある女性。両足が義足。シンジケートのエージェント。

### その他の人物
ハルカ・シーマイヤー
声 - 梶裕貴
かつて百合崎士堂博士の門下生であった天才科学者。士堂博士が自身の知りうる技術全てを教え込んだというほど。究極のコイル「ジェネシス」の開発に携わっていたが士堂博士が理論を完成させた後、その危険性により研究全体が士堂博士とニューテスラによって封印され破門される。
その恨みから自力で「ジェネシス」の理論を完成させた上、ほぼ完全な実物を作り上げた。世界を股にかけたコイル戦争を仕掛けて混乱を起こし、その隙に研究者達の反乱を主導してアドラステアの転送装置を使った「ジェネシス」最終調整のための人体実験を行っていた。
ソフィア・タイラー
声 - 高橋美佳子
ルーザーことジュリアン・タイラーの妻。アドラステアの研究者で、転送装置のオペレーター。
ハルカ・シーマイヤーの野望を阻止するために故意に転送装置を暴走させてアドラステアを消滅させた。
転送装置を動かすには彼女の生体認証が必要であり、シーマイヤーによって心臓と両手だけの姿となった。
ロゼ
声 - 木村珠莉
単行本巻末の解説コーナーに登場。ニューテスラタワー47の案内役のアンドロイド。
セイラが製作したアンドロイドで「誰か」に似ている。一見親切な案内役だが、その性は冷酷かつ事務的で、機密事項に触れようとした者は密室に閉じ込めて「正式な対処方法」を行う。
クレマン・ヴィカス
声 - 新垣樽助
セントラル47総合美術館の館長。小心な中年男。
ルーザーの突入に怯え、不正コイルを使用した強力なコンパニオンロボットたち（声 - 山村響）に阻止させようとするが、そのロボットの不正コイルが暴走、「Wの具象化」という次元崩壊現象を起こす。そしてヴィカス館長は「具象化」に巻き込まれ、肉体が崩壊した異形の姿と化し、それでもなお生き続けた。
のちにセントラルによって家族共々隔離された。
白川 仁（しらかわ じん）
声 - 東内マリ子
キョーマの家の近くの名門小学校に通う小学生。かなりの悪ガキ。
セントラル47の名門校はかなり厳しく、児童は手首にIDチップを内蔵したリングをつけられ、事実上一挙一動をポイント制で監視されている。そして「スコア」次第で成人後の人生が確定してしまう上に、大幅減点された場合小学生でも退学を強要される。
仁たちは監視システムの盲点を突いてキョーマの家を遊び場にしていたが、廃車の山が崩壊して事が公になった上、怪我までしてしまったことでスコア大幅減で人生の危機に直面する。
鈴木 山（すずき せん）
白川家の執事。一見優しく善良な性格だが、実は悪党。
「スコアは金次第で改変できる」という話を売り込んで大金を得るために、仁たちをわざと野放しにし、そして生死も省みずに廃車の山を崩す（仁たちが軽症で済んだのは、ミラが身代わりになったため）。
実は「中学時代にイジメに加担したせいで退学になって人生終わり。しかも錯乱した母親にIDリングごと手首を、それも両方とも切り落とされ、その上母親は焼身自殺」という悲惨な過去の持ち主（しかも、イジメの主犯は裏工作で復学していた）。
平目 大一郎（ひらめ だいいちろう）
自称「投資家」。鈴木山の計画に加担する、というより事実上の主犯として行動し、鈴木山がキョーマに捕らえられた際には自分だけ金を持って逃走した。
なお、TVアニメ版では鈴木山と平目は登場せず崩壊は単なる事故に変更されている。
チャンバーマン
手配中の強盗犯。体の35%をサイボーグ化しており、不正コイルの強大なパワーを使ったパンチは、どんなものでも粉砕するという評判。そのパンチがミラに向けられたとき、彼女は99%の「死」を確信しつつ、残る1%の希望をキョーマに託した。
テレビアニメ版ではエピソード自体がカットされており、エンディングアニメーションのみに登場する。

## 用語
コイル
正式名称「次元間電磁誘導装置」。2036年に第4の次元軸『W』の存在と、そこに内蔵される無尽蔵のエネルギーが発見されたことから開発が始まった。タワーの建造によりコイルさえあれば世界のどこからでも電力取得が可能になる。2062年には全世界にほぼ普及。『世界システム』と名付けられ、稼動10年に至る。
なお、コイルの構造については国際法で超極秘事項に指定されている上、その構造が非常に複雑難解であることから、知っているものは数えるほどしかいないと言われている。
また、コイルは違法な手段で使っていない限り、個の特定に繋がる情報は発信されないと言われているが、使用期限が設定されており、それが来れば世界のどこにいても回収が可能だと言われていることから、所在の特定自体は容易である。
不正コイル
見掛けは通常のコイルと変わりない（見分け方はあるらしい）が、制御が違法改造で解除されており、無限にエネルギーの取得が可能である点が最大の特徴。装着すれば、正規のコイルとは比較にならないほどの出力を発揮する（電動式水鉄砲でも、花瓶を粉々にできる）が、1番の危険性は、制御がないゆえに『Wの具象化』に見られる次元エネルギーの暴走を引き起こすことである。コイルとは違い所在の特定は困難（逃亡生活をしていた百合崎博士が人工心臓のコイルを不正コイルに変えていたのもそのため）。ニューテスラの取締対象。かなり高度かつ大規模な製造工場があるようなのだが、ニューテスラもその場所を特定できておらず、仮に知ったとしても即座に抹殺されるため、裏社会でもそれを知ることがタブーとされている。回収屋もそうした背景から登場している。
日陰街のチンピラ、ルーザー一味、平目大一郎のような裏社会の人間だけでなく、クレマン・ヴィカス総合美術館館長のような民間人まで所持していたことから、闇で相当数が出回っているものと考えられる。なお、前述の日陰街のチンピラは、1個300万円で1ダース購入していた。
イースター島の大規模コイル事故（アドラステアの消滅）以降から出現しており、何らかの関係があるとキョーマは見ている。
二重コイル
百合崎士堂博士が逃亡生活中に開発した謎のコイル。半径2 km内の全てのコイルを異常白熱させ破壊するほか、小型のブラックホールを発生させる力を持つ。アルベルトらに追い詰められた百合崎博士は、このコイルの力でわが身もろともすべてを消失させた。
この件も結局、「化学工場跡地に不法投棄された化学物質による爆発事故」として、百合崎一家失踪事件と同じく、ニューテスラの手で隠蔽された。
イースター島編の最後に現れた士堂博士の手でミラに装着された。
キーコイル『ナンバーズ』
コイルよりも以前に開発された初期のコイルと言われている。名前の通り、コイルにナンバーがついている。
実は世界システムが確立する前に研究用に開発され、科学者たちに配布されたコイル（当時の名称はβコイル）である。ナンバーズは通常のコイル（含む不正コイル）とは異なり、世界システムを介することなく次元Wの奥深くに直結している。すなわち、異次元の未知の領域への「直通通路」であり、その不可解さと危険さ、そして力の強大さは不正コイルをはるかに上回る。いわゆる不正コイルの事故のうち、大規模なものはほぼすべてこのナンバーズによるものだと言われている。
約300個が製作されている。ルーザーは実はこのコイルを狙っていたようだ。ただ、彼が何故それを集めているのか、目的については不明。
ジェネシス (GENESIS)
百合崎士堂博士が理論を打ち立てたが、あまりにも危険であるために封印したコイル。
過激思想故に追放されたハルカ・シーマイヤーにより制作され、のちのコイル戦争の原因となった。その危険性からニューテスラにより言葉まで厳重に監視されている。
無から有を作り出すことさえ不可能でないともされ、サルバが探し求めているコイルでもある。失踪中の士堂博士により制作された二重コイルと関係があるらしい。
W（ダブリュー）の具象化
次元エネルギーの暴走によって引き起こされる現象。コイルから漏れ出したエネルギーが辺りの物を無差別に取り込み有り得ない形に変形させながら、最終的にWの形に固形化することからそう呼ばれている。ヴィカス館長がアンドロイドに装着した不正コイルからその現象が確認されたが、ニューテスラの精鋭部隊・グレンデルが解散するきっかけとなった戦争でも、この現象が起きたらしい。
回収屋
不正コイルの回収を生業とする腕自慢たち。通常は依頼を受けることによって行動開始するのだが、他の同業者よりも先んじる必要があるため、自分から情報収集を行い、行動に移るケースもある。
彼らは正義感からではなく、ただ不正コイル回収のみを目的としており、基本的に所持者の善悪は度外視している。そのためか、一応正業ながらも警察から邪魔者扱いされることがある。
アンドロイド
オリジナルの人間をモチーフとした人型ロボット。心臓部分のコイルによって動く。高級品・限定製作品の中には、人間の新陳代謝を模したナノマシンによる自己修復機能を備え、外見上は人間そっくりなものまである。機械なので、生身の人間を凌駕する身体能力を持つが、どこかに合理化や妥協の跡があるためか情動に乏しい。人と見分けるため必ず人工物を着けなければならない決まりがある。
本作品では、このアンドロイドのほかに、動物をモチーフとしたアニマロイドも登場している。
セイラ・スタイル
百合崎セイラ博士が開発した医療用アンドロイドだが、公表された物は頭脳が未完成であった。そこに人工知能やコストダウンなどを施した物が軍事・一般用に制作されている。
元々は難病に罹った四阿屋雅の肉体を置き換える目的で制作されたサイバーウェアである。そのため、セイラ・スタイルのアンドロイドの容姿は四阿屋雅に似ることとなる。
セイラ博士が頭脳まで完成させた唯一の個体がミラであるが、ミラの起動直後にセイラ博士と娘は殺害されたためにこのことを知っているのはマリー・コオロギ・キョーマ・ミラ・百合崎博士のみである。
ニューテスラ
コイルの管理団体。世界最大の独占企業。正式名称はニューテスラエナジー。生前、『世界システム』を考案したニコラ・テスラの名を冠する組織。創設者は百合崎士堂博士。決定は評議会によって成される。
国家よりも権力を有しているとも言われており、そのためか非常に隠蔽体質が強く、自分たちにとって不都合な真実を知る者、あるいは企みを抱くものなどに対しては抹殺という手段すら辞さない。そのため、強気な回収屋元締め・マリーもニューテスラだけは恐れている。
セントラル
軍事・教育面以外の分野で独自性を持つ特別自治区。地域の情勢・文化に沿って設計・運営されているが、その存在の最大意義は世界に建造されたタワーとその周辺の「スカイエリア」を守ることにあり、紛争地域のセントラルには内部に住民が居住することを禁じたものもある。なお、セントラル47は東京湾上に建造されている。
タワー
正式名称はニューテスラエナジー47タワー。世界に60基存在するうちの1つ。高さは約1300 m。存在意義は次元エネルギーの安定化とコイルの監視にある。全てのタワーが次元Wの領域で常に連結しており、地球の3次元全てをカバーしている。
次元管理局DAB（ダブ）
ニューテスラ直属の精鋭調査部隊。Qi（キューアイ）と呼ばれるパワードスーツを装備した兵士たちで構成され、調査主任が指揮官を務める。回収屋の手に余る案件、主にコイルによる事故関連の際に出動する。
グレンデル
生身の超人集団で構成された対コイル兵器のスペシャリスト。キョーマとアルベルトもかつてこの部隊に所属していた。
その中でも群を抜く者には獣の名を与えられる。キョーマの狼などが例に挙げられる。
4年前のコイルの暴走によって部隊が壊滅。グレンデル自体もそれと共に消滅した。
ニューテスラは、これを「戦争終結と共に解散させた」として隠蔽した。
アドラステア
幻の61番目のタワーとも呼ばれるかつて[イースター島]にあったニューテスラの極秘研究施設で、宇宙開発を目的としていた。その前提となる転送装置の開発から「ジェネシス」の理論が必要となり、その後のコイル戦争の遠因となった。
ハルカ・シーマイヤーによって引き起こされた混乱のさなか重大なコイル事故を起こした結果、イースター島を虚無に落とし、グレンデルはキョーマを残して壊滅した。
百合崎一家失踪事件
2年前、百合崎士堂博士が妻子と共に行方不明となった事件。真相はニューテスラによる妻子殺害と百合崎博士の逃亡であった。
ただ、ニューテスラの目的は百合崎夫妻の研究を奪うことだけにあり、妻子殺害は表向きは前調査主任らの暴走によるものであった。前主任らはこの失態から（非公式にだが）処分されており、アルベルトが主任に就いたのもそれがきっかけであった。
実際にはタワー43の組織による暗殺であり、サルバのイースター島探索レースにも暗殺者を送っている。
スコア
本作の重要な社会機構の1つ。文字通り「点数」の意味だが、成人までに付いたその「点数」で本人の人生はほぼ確定してしまう。
手首のリングに埋め込まれたIDチップとモニターデバイスにより、行動時間・行動範囲が厳しく管理されていて、違反行動を取れば即座にマイナス評価が付き、場合によっては一流校から三流校への転落もあり得る。
実はこのシステムは、国家官僚によって手掛けられているため、意図的に「抜け道」が用意されている。そのことが白川家執事・鈴木山の知る処となったため、彼と平目によるスコアを悪用した犯罪が起こる要因となった。
10巻にて廃止されることが知らされた。
生体認証
施設の利用、商品の売買などで必要とされるID認証。いわゆる市民権の証。
生体という名が示す通り、アンドロイドには適用されないため、どうしても買い物がしたいのなら現金による売買しか方法がない。

## 地名
日陰街（ひかげがい）
不法入国者やチンピラの溜まり場となっているスラム街。迷路のように入り組んでいる。
百合崎博士とアンドロイドのミラもここに潜伏していた。
八十神湖（やそがみこ）
信州地方の山に囲まれた場所にある湖。湖の片隅には八十神島と呼ばれる小島があり、一本の道路で陸地と結ばれている。島にある二棟の建物は元々ホテルだったが、後に榊家が購入。一つを榊家の屋敷として所有、もう一つをホテルとして提供している。いわくつきの場所ゆえ地元住民は近寄りすらしないが、オカルトマニアは好んで利用するらしい。そのため、ホテル内ロビーには榊四十郎の代表作品に出てくる悪魔などを模した頭像や榊本人の肖像画が飾られている。
実はこの湖は、電力会社が自分たちの権益保持のために造った人造湖（ダム）で、21年前までは島も現在の数倍の面積があり、村も存在した。21年前はまだタワーが未稼動でコイルも普及していなかった。コイルを巡る戦争が勃発したのもこのころで、人類史の転換期というべき時期だった。そんな折に、女学生の榎南森晴香が担任教授の黒田謙治郎からナンバーズを借り、若者らと共にダム反対を掲げて沈める予定の村に立て籠もったが、その最中に起きた悪天候による洪水で彼女らは亡くなり、ナンバーズも紛失した。
その後、ナンバーズ紛失に気付いたニューテスラの調査部隊が、捜索のため18年前と11年前に送り込まれたが、正体不明の「怪異」によってその殆どが溺死したという。それ以後、「怪異」は全く起こらなくなり、ニューテスラもナンバーズ捜索を諦めかけていたが、現在起こった榊四十郎の不審死によって、再びその存在が表に出始める。
21年前の八十神湖
ミラが突如引きずり込まれた過去の八十神湖。ホテルの周囲は悪天候による洪水で沈み行く過程で、ホテルも廃墟同然に壊れている。ホテル内には21年前に亡くなった筈のダム反対派の若者たちがゾンビのような有様で徘徊している。正に「悪夢」のような世界。正体はナンバーズが作り出した仮想世界。
ミラはこの世界で不気味な若者たちに成す術も無く捕えられ、鎖で拘束されるのだが、そこで彼女は意外な人物と対面することになる。

イースター島
5年前、ニューテスラで内紛が起きた際、コイルの無償化と自由化を主張する新勢力が最後の砦とした島。
しかし、グレンデルによる攻略作戦の最中に「何か」が起き、イースター島はコイルは作動せず、生命体は生きていけない死の島と化した。当時島に滞在していた1万人以上の人間のうち、生還したのはキョーマのみであったが、彼もすべての記憶を失っていた。
以後、イースター島はニューテスラによって厳重に封鎖され、そして彼らでさえ調査どころか近づこうとさえしなかった。

## 書誌情報

### 単行本
- 岩原裕二 『Dimension W』 スクウェア・エニックス〈ヤングガンガンコミック〉、全16巻
  1. 2012年4月25日発売[13]、ISBN 978-4-7575-3575-6
  2. 2012年7月25日発売[14]、ISBN 978-4-7575-3676-0
  3. 2013年1月25日発売[15]、ISBN 978-4-7575-3866-5
  4. 2013年7月25日発売[16]、ISBN 978-4-7575-3991-4
  5. 2014年1月25日発売[17]、ISBN 978-4-7575-4211-2
  6. 2014年7月25日発売[18]、ISBN 978-4-7575-4365-2
  7. 2014年11月25日発売[19]、ISBN 978-4-7575-4479-6
  8. 2015年7月10日発売[20]、ISBN 978-4-7575-4700-1
  9. 2015年12月25日発売[21]、ISBN 978-4-7575-4842-8
  10. 2016年3月25日発売[22]、ISBN 978-4-7575-4922-7
  11. 2016年9月24日発売[23]、ISBN 978-4-7575-5106-0
  12. 2017年4月25日発売[24]、ISBN 978-4-7575-5335-4
  13. 2017年10月25日発売[25]、ISBN 978-4-7575-5507-5
  14. 2018年4月25日発売[26]、ISBN 978-4-7575-5701-7
  15. 2018年11月24日発売[27]、ISBN 978-4-7575-5924-0
  16. 2019年8月24日発売[28]、ISBN 978-4-7575-6259-2

### その他の書籍
- 公式ファンブック『Dimension W 9.5 次元管理局調査報告書』 2015年12月25日 ISBN 978-4-7575-4843-5

## テレビアニメ
2015年7月6日にテレビアニメ化が発表され、2016年1月から3月にかけてTOKYO MX・BS11ほかにて放送された。ナレーションは石塚運昇。
シリーズ構成・脚本を担当した菅正太郎がテレビアニメ化公式発表前に死去しており、本作が遺作となった。なお、後半のシリーズ構成・脚本については檜垣亮が引き継いで参加している。
基本設定は原作に沿っているが、物語の一部は改変されており、登場しない人物もいる。

### スタッフ
- 原作 - 岩原裕二（掲載「月刊ビッグガンガン」スクウェア・エニックス刊）
- 監督 - 亀井幹太
- シリーズ構成 - 菅正太郎、檜垣亮（第6話 - ）
- キャラクターデザイン - 松竹徳幸
- サブキャラクターデザイン - 古澤祐紀子、山下祐、秋谷有紀恵（第6話 - ）
- メカデザイン - 常木志伸
- プロップデザイン - りぱ
- 総作画監督 - りぱ、吉井弘幸
- アクション監修 - 江畑諒真
- 美術デザイン - 谷内優穂、川村巧
- 美術監督 - 竹田悠介、垣堺司、岡本春美
- 色彩設計 - 加藤里恵
- 3DCGプロデューサー - 井野元英二
- 3DCGディレクター - 越田祐史
- 2Dワークス - 荒木宏文
- 撮影監督 - 出水田和人
- 編集 - 定松剛
- 音響監督 - 明田川仁
- 音楽 - 椎名豪、藤澤慶昌
- 音楽制作 - ランティス、I WILL
- 音楽プロデューサー - 斎藤滋
- チーフプロデューサー - 藤澤宜彦、Justin Cook、尾山仁康、阿部隆二
- プロデューサー - 中路亮輔、Steven Shipley、小岐須泰世、金子広孝、保坂拓也、木村康貴、久保秀彰、和田洋介、中島保裕、石垣毅、植木達也
- アニメーション制作 - Studio 3Hz×ORANGE
- 製作 - DW製作委員会（バンダイビジュアル、ファニメーション・プロダクション、博報堂DYミュージック&ピクチャーズ、TOKYO MX、ランティス、スクウェア・エニックス、3Hz、コスパ、グッドスマイルカンパニー、キュー・テック、ブシロード）

### 主題歌
オープニングテーマ「Genesis」
Created by STEREO DIVE FOUNDATION
オープニングアニメーションの絵コンテ・演出・作画監督は梅津泰臣が担当している。梅津によれば、曲を何度も聴いていたら間奏の部分で体が踊りだしたそうで、「そこにキョーマのキャラクター性を加味すれば成立する」と考えた梅津は大学生にイメージを伝え、彼のアイデアも入れながら踊ってもらったものをビデオに撮り、その映像を参考にオッサンであるキョーマが「気だるく誰かにお願いされて踊らされている感」に微調整してダンスを作画したという。
第12話ではエンディングテーマとして使用。
エンディングテーマ「Contrast」（第1話 - 第11話）
作詞 - takao / 作曲 - テラ / 編曲・歌 - Fo'xTails
エンディングアニメーションの絵コンテ・演出・原画は江畑諒真が担当している。
第12話では未使用。

### 各話リスト
| 話数    | サブタイトル               | 脚本                | 絵コンテ | 演出            | 作画監督                                                                        |
| ------- | -------------------------- | ------------------- | -------- | --------------- | ------------------------------------------------------------------------------- |
| File.01 | 回収屋                     | 菅正太郎            | 亀井幹太 | 小川優樹        | りぱ                                                                            |
| File.02 | ルーザー                   | 菅正太郎            | 福田道生 | 柴田彰久        | 田中志穂                                                                        |
| File.03 | ナンバーズを追え           | 菅正太郎            | 河野利幸 | 熨斗谷充孝      | 原田峰文、桜井正明                                                              |
| File.04 | 八十神湖に潜む謎           | 菅正太郎 松家雄一郎 | 亀井幹太 | 鈴木拓磨        | 渡部貴喜                                                                        |
| File.05 | 亡者の可能性               | 松家雄一郎          | 福田道生 | 松林唯人        | 佐藤勝行、関口亮輔 高橋あやこ                                                   |
| File.06 | アフリカの風               | 檜垣亮              | 誌村宏明 | 秦義人          | 有我洋美                                                                        |
| File.07 | 過去からの呼び声           | 檜垣亮              | 亀井幹太 | 室谷靖          | 服部聰志                                                                        |
| File.08 | 虚無に落ちた島             | 檜垣亮              | 誌村宏明 | 川越崇弘        | 田中志穂、高橋あやこ                                                            |
| File.09 | アドラステアの鍵           | 檜垣亮              | 柳沼和良 | 熨斗谷充孝      | 桜井正明、飯飼一幸 山崎敦子、服部益実 中野ゆうき、桝井一平 鈴木伸一             |
| File.10 | 蘇る悪夢                   | 亀井幹太            | 亀井幹太 | 博史池畠        | 若山政志、大高雄太 鶴窪久子                                                     |
| File.11 | 消えたジェネシス           | 檜垣亮              | 橘正紀   | 橘正紀          | 服部聰志、有我洋美 秋月彩、田中志穂 高橋あやこ、池津寿恵                        |
| File.12 | 辿りついた未来             | 檜垣亮              | 亀井幹太 | 室谷靖 亀井幹太 | 秋谷有紀恵、吉井弘幸 田中志穂、高橋あやこ 鶴窪久子、若山政志 服部聰志、大高雄太 |
| OVA     | ロボットは銭湯の夢を見るか | 檜垣亮              | 亀井幹太 | 室谷靖          | 若山政志、大高雄太 高橋あやこ                                                   |

### 放送局
| 放送期間                | 放送時間                     | 放送局     | 対象地域 | 備考             |
| ----------------------- | ---------------------------- | ---------- | -------- | ---------------- |
| 2016年1月10日 - 3月27日 | 日曜 22:30 - 23:00           | TOKYO MX   | 東京都   | 製作委員会参加   |
|                         | 日曜 23:00 - 23:30           | KBS京都    | 京都府   |                  |
| 2016年1月11日 - 3月28日 | 月曜 1:00 - 1:30（日曜深夜） | サンテレビ | 兵庫県   |                  |
|                         | 月曜 1:35 - 2:05（日曜深夜） | テレビ愛知 | 愛知県   |                  |
| 2016年1月13日 - 3月30日 | 水曜 0:00 - 0:30（火曜深夜） | BS11       | 日本全域 | 『ANIME+』枠     |
| 2016年1月15日 - 4月1日  | 金曜 0:00 - 0:30（木曜深夜） | AT-X       | 日本全域 | リピート放送あり |

| 配信期間                | 配信時間                   | 配信サイト         | 備考                     |
| ----------------------- | -------------------------- | ------------------ | ------------------------ |
| 2016年1月 -             | 更新時間未定               | PS Video           | 先行配信実施             |
| 2016年1月13日 - 3月30日 | 水曜 23:00 - 23:30         | ニコニコ生放送     |                          |
| 2016年1月17日 - 4月3日  | 日曜 0:00 更新（土曜深夜） | GYAO!              | 第1話無料、第2話以降有料 |
|                         | 日曜 12:00 更新            | バンダイチャンネル | 第1話無料、第2話以降有料 |

### BD
| 巻 | 発売日        | 収録話               | 規格品番  |
| -- | ------------- | -------------------- | --------- |
| 1  | 2016年3月25日 | 第1話 - 第2話        | BCXA-1101 |
| 2  | 2016年4月22日 | 第3話 - 第4話        | BCXA-1102 |
| 3  | 2016年5月27日 | 第5話 - 第6話        | BCXA-1103 |
| 4  | 2016年6月24日 | 第7話 - 第8話        | BCXA-1104 |
| 5  | 2016年7月22日 | 第9話 - 第10話       | BCXA-1105 |
| 6  | 2016年8月26日 | 第11話 - 第12話、OVA | BCXA-1106 |

### Webラジオ
『ディメラジ〜Dimension W Radio〜』は、2016年1月14日から3月31日まで音泉にて毎週木曜日に配信していたWebラジオ番組。パーソナリティはマブチ・キョーマ役の小野大輔と百合崎ミラ役の上田麗奈。2015年12月25日にプレ配信が行われた。
コーナー
ふつおた
アニメ、ラジオの感想など、普通のお便りを紹介するコーナー。
ミラにお任せ！
リスナーから募集した疑問・質問を、ミラ役の上田が答えていくコーナー。
ハガキ回収屋
メールからではなく、ハガキでのお便りを募集。パーソナリティへのメッセージ、アナログ自慢、イラスト投稿を紹介する。紹介したイラストは公式サイトにて掲載される。
せーのでダブリュー
リスナーから募集したお題に対して、パーソナリティ2人が同じタイミングで答えを合わせていくコーナー。
新作ロボット開発室
リスナーが考案したオリジナルロボットを紹介し、パーソナリティのどちらかがそのロボットを演じていくコーナー。
ゲスト
- 第9回 - 岩原裕二（原作者）

ラジオCD
| ラジオCD「ディメラジ〜Dimension W Radio〜」 | ラジオCD「ディメラジ〜Dimension W Radio〜」 | ラジオCD「ディメラジ〜Dimension W Radio〜」 | ラジオCD「ディメラジ〜Dimension W Radio〜」 | ラジオCD「ディメラジ〜Dimension W Radio〜」 |
| Vol.                                        | 発売日                                      | DISC1                                       | DISC2                                       | 規格品番                                    |
| ------------------------------------------- | ------------------------------------------- | ------------------------------------------- | ------------------------------------------- | ------------------------------------------- |
| 1                                           | 2016年3月30日                               | 新規録りおろしラジオ                        | プレ配信回、第1回 - 第6回（過去配信回）     | TBZR-0625/0626                              |
| 2                                           | 2016年5月25日                               | 新規録りおろしラジオ                        | 第7回 - 第12回（過去配信回） 新規ジングル集 | TBZR-0660/0661                              |